# Music Online Records
Music Online Records ist eines der ältesten und größten Musikportale Brasiliens. Es ist seit dem 18. April 1998 online. Der Hauptsitz befindet sich im historischen Stadtteil São Francisco der Hauptstadt Curitiba des brasilianischen Bundesstaates Paraná.
Das Portal war zunächst ein Hobby des Webentwicklers André Luis de Andrade. Sein Ziel und Wunsch war es immer, mit Musik zu arbeiten und Künstlern dabei zu helfen, ihre Musik öffentlich zu machen. Es ist eines der ersten Projekte weltweit, das den Fokus darauf gelegt hat, Musik bereitzustellen, ohne dass man Geld dafür bezahlen muss (Music Online Records ist sogar älter als MySpace).

## Der Beginn
Zunächst wurde die Seite lediglich in HTML geschrieben und von freien Servern wie GeoCities, Tripod.com und Xoom (web hosting). Im Jahr 2000 wurde die URL www.musiconline.com.br gekauft. Außerdem wurde ein automatisierter Service eingerichtet, der es Künstlern, Komponisten und Bands ermöglicht, sich kostenlos in die VIP AREA einzuloggen und die eigenen Werke online zu registrieren. Das neue System wird mit PHP und MySQL geschrieben.
Zwischen 2000 und 2006 hatte Music Online Records sehr hohe Klickzahlen und klassifizierte sich ebenfalls für den iBest Award, einen der größten brasilianischen Internetpreise. In den Jahren 2001, 2002 und 2006 gehörte Music Online Records stets zu den TOP 3 der iBest-Gewinner. In den Jahren 2002, 2003 und 2004 gehörte das Portal zu den Top 5, im Jahr 2005 zur TOP 10. In all diesen Jahren stand die Seite im direkten Wettkampf mit anderen großen Online-Musikprojekten in Brasilien wie zum Beispiel MTV Brazil und den Seiten der Sänger Chico Buarque und Gilberto Gil.
Die älteren Versionen der Seite kann man sich heute noch anhand einer Way Back Machine anschauen.

## Die erste Erweiterung
Im Jahr 2006 verbesserte Music Online Records sein Angebot: Der VIP Service wurde ausgeweitet und die Datenbank der Künstler, Songtexte, Musikradios, Musikvideos, Künstlerfotos, und vieles andere wurde ebenfalls erweitert.
Bis zum Jahr 2011 hatte die Webseite keinen großen Partner, der bei der Umsetzung der Seite half. Deswegen startete die Seite im gleichen Jahr eine Partnerschaft mit XPG, einem freien Webseiten und Blog-Portal. Zur gleichen Zeit wurde das Ziel von 100.000 registrierten Nutzern erreicht und die URL änderte sich zu www.musiconline.xpg.com.br.

## Gegenwärtig
Im 2012 bekam Music Online Records einen respektablen Platz in seiner Marktnische. Die Unique Visits stiegen auf 1,5 Millionen pro Monat (50.000 am Tag) an und auch die Follower in den verschiedenen sozialen Netzwerken (Facebook, Orkut, LinkedIn, Twitter) steigen stetig an.
Ebenfalls wurde der inhaltliche Teil der Seite stark ausgeweitet und kann nun auch zehn weitere Webseiten beliefern (darunter auch Grátis Música und Ouvir Músicas Grátis), andersherum beliefern auch diese das Portal mit Inhalt (beispielsweise Online Games Channel).
Stand 27. September 2012: 110.000 Künstler, 110.000 registrierte User, 1,7 Millionen Songtexte, 189.000 Akkorde, 5.000 Radio Playlists, 60.000 Künstlerfotos, 3.000 Hinterhofbands und ein kompletter Kanal mit Konzerten und Musikneuigkeiten. Im Portal gibt es ebenfalls eine Million Onlinelieder und Videos von YouTube, API und anderen Partnern.
In den nächsten Jahren soll der inhaltliche Teil weiter ausgebaut werden, es soll mehr über die Musik diskutiert werden, damit die Qualität der Lieder und der Seiten steigt. Ebenso gibt es Ideen, auch Offline Projekte umzusetzen, um Menschen dabei zu helfen, sich weiterzuentwickeln.